# Fer yunnanensis
Fer yunnanensis är en insektsart som beskrevs av Huang, C. och Wei Ying Hsia 1984. Fer yunnanensis ingår i släktet Fer och familjen gräshoppor. Inga underarter finns listade i Catalogue of Life.